# Kazáni kánok listája

Az államalakulat az 1540-es években

Az alábbi lista a Kazanyi Kánság (az Arany Horda egyik utódállama) uralkodóit tartalmazza időrendben 1437-től 1552-ig.
| Uralkodó                   | Uralkodott                          | Megjegyzés                                 |
| -------------------------- | ----------------------------------- | ------------------------------------------ |
| Olugh Mohammed (*1405)     | kán: 1437, †1445                    | Jalal al-Din arany horda kán fia.          |
| Mahmúd                     | kán: 1445, †1466                    | Olugh Mohammed fia.                        |
| Khalil                     | kán: 1466, †1467                    | Mahmúd fia.                                |
| Ibrahim                    | kán: 1467, †1479                    | Mahmúd fia.                                |
| Ilhám (*1449)              | kán: 1479–1484, ld. alább           | Ibrahim fia. Más néven: Ali.               |
| Mohammed Amin (*1469)      | kán: 1484–1485, ld. alább           | Ibrahim fia.                               |
| Ilhám (2x)                 | kán: 1485–1487, †1490 k.            |                                            |
| Mohammed Amin (2x)         | kán: 1487–1495, ld. alább           |                                            |
| Mamuk                      | kán: 1495–1496, †1498/1499          | Ibaka szibériai kán öccse.                 |
| Dzsabdellatif (*1475?)     | kán: 1496–1502, †1517. november 19. | Ibrahim fia.                               |
| Mohammed Amin (3x)         | kán: 1502, †1518                    |                                            |
| Sah Ali (*1505)            | kán: 1518–1521, ld. alább           | Sejk Aulidzsár kaszim kán fia. Kaszim kán. |
| Száhib Giráj (*1501)       | kán: 1521–1525, †1551               | Krími kán.                                 |
| Száfa Giráj                | kán: 1525–1532, ld. alább           | Száhib Giráj fia. Kaszim kán is.           |
| Dzsan Ali (*1516)          | kán: 1532, †1535. szeptember 25.    | Sah Ali fivére. Kaszim kán.                |
| Száfa Giráj (2x)           | kán: 1535–1546, ld. alább           |                                            |
| Sah Ali (2x)               | kán: 1545-ben, ld. alább            |                                            |
| Száfa Giráj (3x)           | kán: 1546, †1549                    |                                            |
| Ütémes (*1546)             | kán: 1549–1551, †1566               | Száfa Giráj fia.                           |
| Sah Ali (3x)               | kán: 1551–1552, †1567. április 22.  |                                            |
| Dzsadegár Mohammed (*1522) | kán: 1552-ben, †1565                | II. Kvaszim asztraháni kán fia.            |

## Fordítás
- Ez a szócikk részben vagy egészben  a   List of Kazan khans című angol Wikipédia-szócikk fordításán alapul.  Az eredeti cikk szerkesztőit annak laptörténete sorolja fel. Ez a jelzés csupán a megfogalmazás eredetét és a szerzői jogokat jelzi, nem szolgál a cikkben szereplő információk forrásmegjelöléseként.